# Pierre Boda
Pierre Boda (* 15. Juli 1983 in Camperdown) ist ein ehemaliger australischer Shorttracker.

## Werdegang
Boda trat international erstmals bei den Juniorenweltmeisterschaften 2009 in Sherbrooke in Erscheinung, wobei er den 47. Platz im Mehrkampf errang. In den folgenden Jahren kam er bei den Juniorenweltmeisterschaften 2010 in Taipeh auf den 25. Platz im Mehrkampf, bei den Juniorenweltmeisterschaften 2011 in Courmayeur auf den 26. Platz im Mehrkampf sowie auf den 13. Rang mit der Staffel und bei den Weltmeisterschaften 2011 in Sheffield auf den 38. Platz im Mehrkampf. In der Saison 2011/12 belegte er bei den Juniorenweltmeisterschaften 2012 in Melbourne den 15. Platz im Mehrkampf sowie den zehnten Rang mit der Staffel und bei den Weltmeisterschaften 2012 in Shanghai den 30. Platz im Mehrkampf. In der Saison 2012/13 lief er bei den Juniorenweltmeisterschaften 2013 in Warschau auf den 18. Platz im Mehrkampf und bei den Weltmeisterschaften 2013 in Budapest auf den 27. Platz im Mehrkampf. Im folgenden Jahr errang er in Sotschi bei seiner einzigen Teilnahme an Olympischen Winterspielen den 30. Platz über 500 m und bei den Weltmeisterschaften in Montreal den 21. Platz im Mehrkampf. In den folgenden Jahren nahm er an vier Weltmeisterschaften (2015 in Moskau, 2016 in Seoul, 2017 in Rotterdam und 2018 in Montreal) teil. Seine beste Platzierung dabei war im Jahr 2016 der 24. Platz über 1000 m.
Zudem erreichte er in der Saison 2015/16 in Shanghai mit dem siebten Platz über 1000 m seine einzige Top-Zehn-Platzierung im Weltcupeinzel und absolvierte im November 2017 in Seoul seinen letzten Weltcup, welchen er auf den 36. Platz über 1000 m beendete. Bei den Winter-Asienspielen 2017 in Sapporo nahm er an drei Läufen teil.

## Erfolge

### Olympische Spiele
- 2014 Sotschi: 30. Platz 500 m

### Shorttrack-Weltmeisterschaften
- 2011 Sheffield: 30. Platz 1500 m, 36. Platz 1000 m, 38. Platz Mehrkampf, 40. Platz 500 m
- 2012 Shanghai: 29. Platz 500 m, 30. Platz Mehrkampf, 34. Platz 1500 m, 34. Platz 1000 m
- 2013 Budapest: 24. Platz 1000 m, 27. Platz Mehrkampf, 28. Platz 500 m, 30. Platz 1500 m
- 2014 Montreal: 15. Platz 500 m, 21. Platz Mehrkampf, 22. Platz 1000 m, 25. Platz 1500 m
- 2015 Moskau: 29. Platz 1000 m, 31. Platz 500 m, 33. Platz Mehrkampf, 34. Platz 1500 m
- 2016 Seoul: 24. Platz 1000 m, 35. Platz Mehrkampf, 38. Platz 500 m, 39. Platz 1500 m
- 2017 Rotterdam: 34. Platz 1000 m, 35. Platz Mehrkampf, 35. Platz 500 m, 35. Platz 1500 m
- 2018 Montreal: 28. Platz 500 m, 37. Platz Mehrkampf, 38. Platz 1500 m, 39. Platz 1000 m

## Persönliche Bestleistungen
| Disziplin | Zeit         | Datum             | Ort       |
| --------- | ------------ | ----------------- | --------- |
| 500 m     | 41,666 s     | 16. November 2014 | Montreal  |
| 1000 m    | 1:24,573 min | 6. Oktober 2017   | Dordrecht |
| 1500 m    | 2:15,669 min | 11. Dezember 2015 | Shanghai  |
| 3000 m    | 4:54,425 min | 21. Dezember 2014 | Seoul     |